# Laemodonta livida
Laemodonta livida is een slakkensoort uit de familie van de Ellobiidae. De wetenschappelijke naam van de soort is voor het eerst geldig gepubliceerd in 2010 door Perugia.